# Schloss Carolath

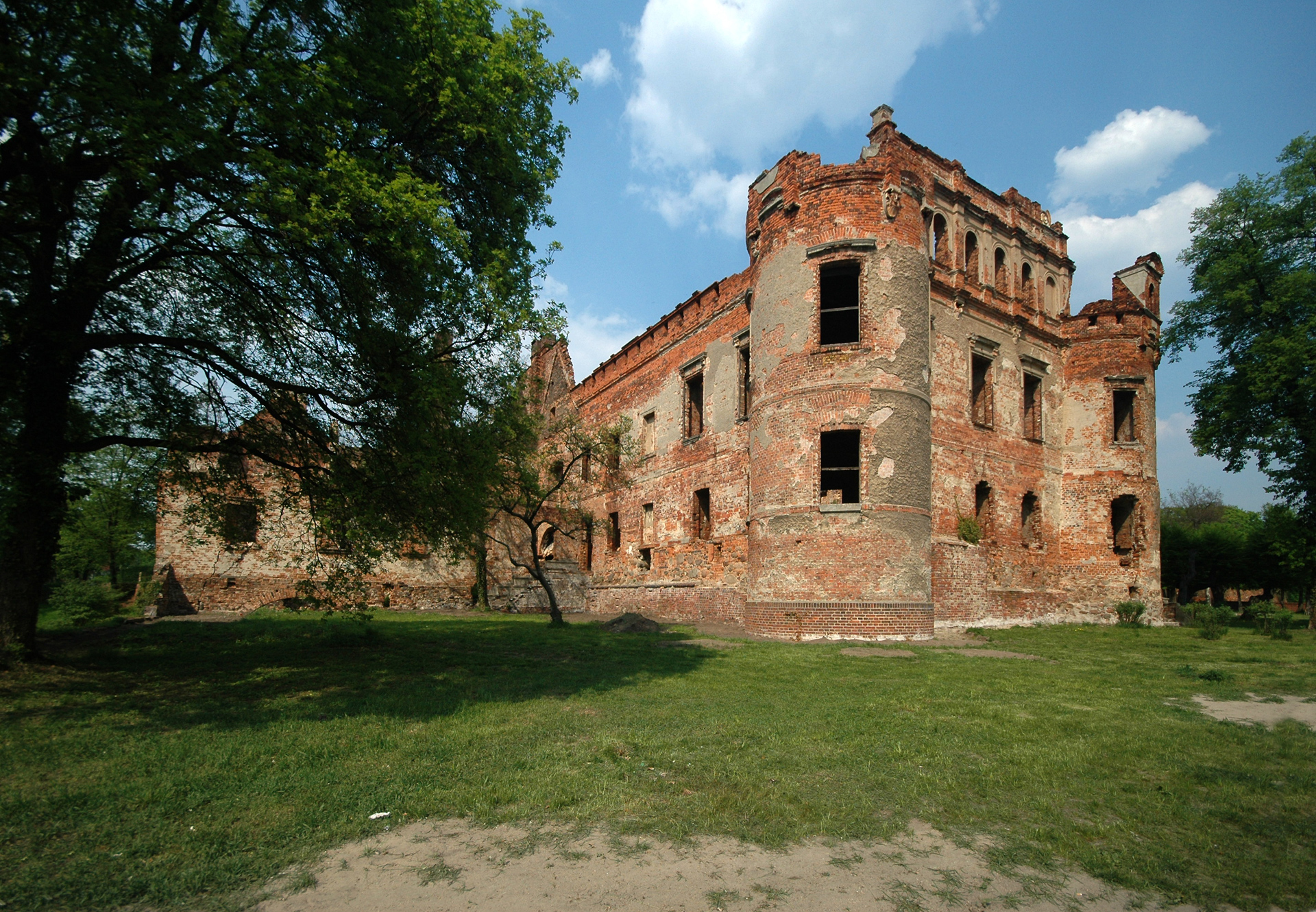
Ruine des Schloss Carolath

Das Schloss Carolath (polnisch: Zamek w Siedlisku) ist ein Schloss im Ort Carolath, heute Siedlisko in Niederschlesien. Es wurde an der Stelle eines Jagdhauses aus dem 14. Jahrhundert zwischen 1597 und 1618 errichtet und in den nachfolgenden Jahrhunderten mehrmals umgebaut und stilistisch verändert. Nach Ende des Zweiten Weltkriegs wurde das Schloss von Soldaten der Roten Armee angezündet und brannte aus.

## Geschichte

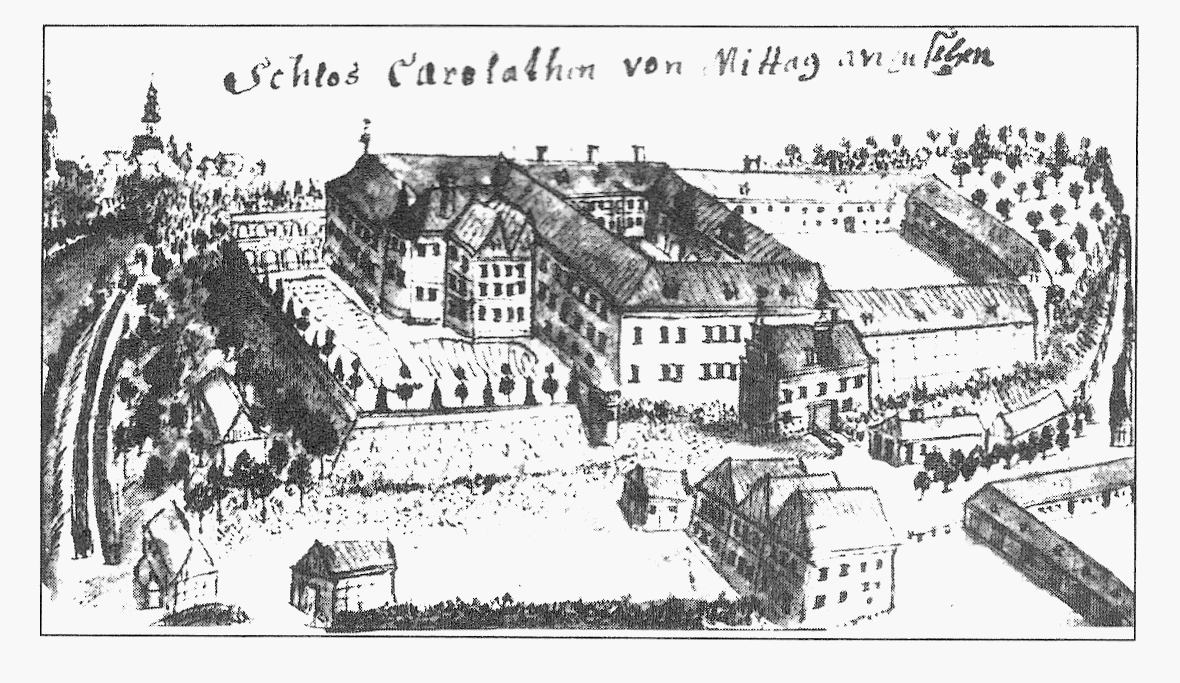
Schlossansicht aus dem 18. Jahrhundert

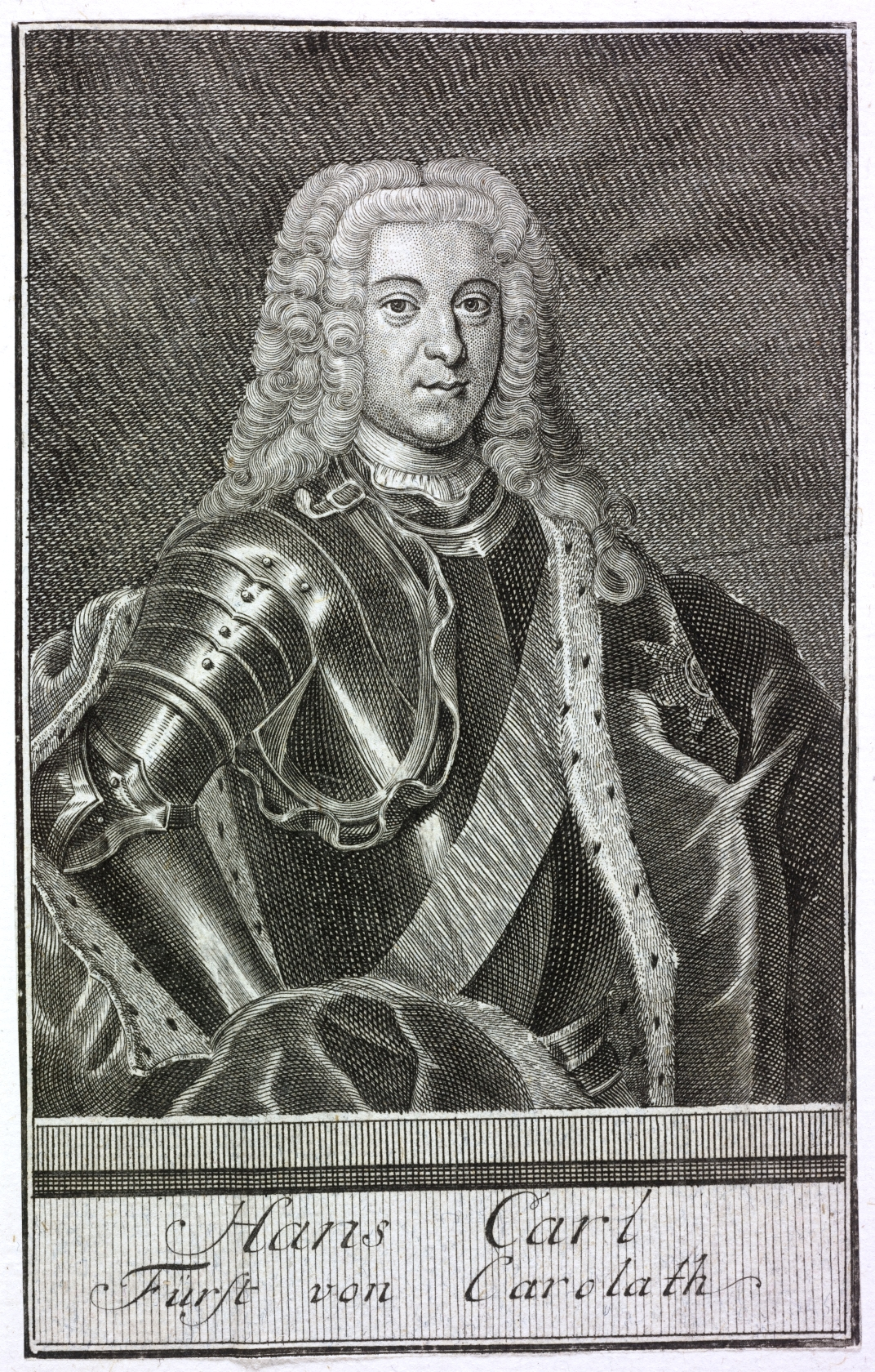
Hans Carl Fürst von Carolath, Stich von Johann Christoph Sysang

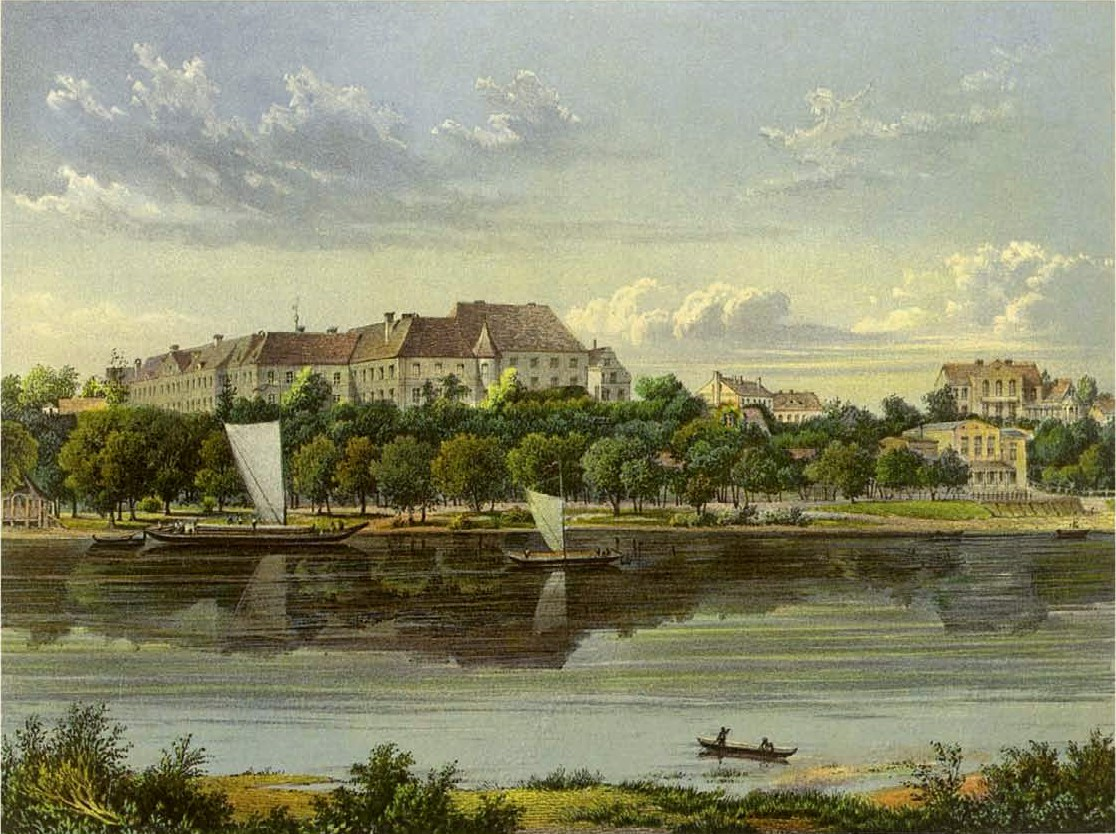
Schloss Carolath

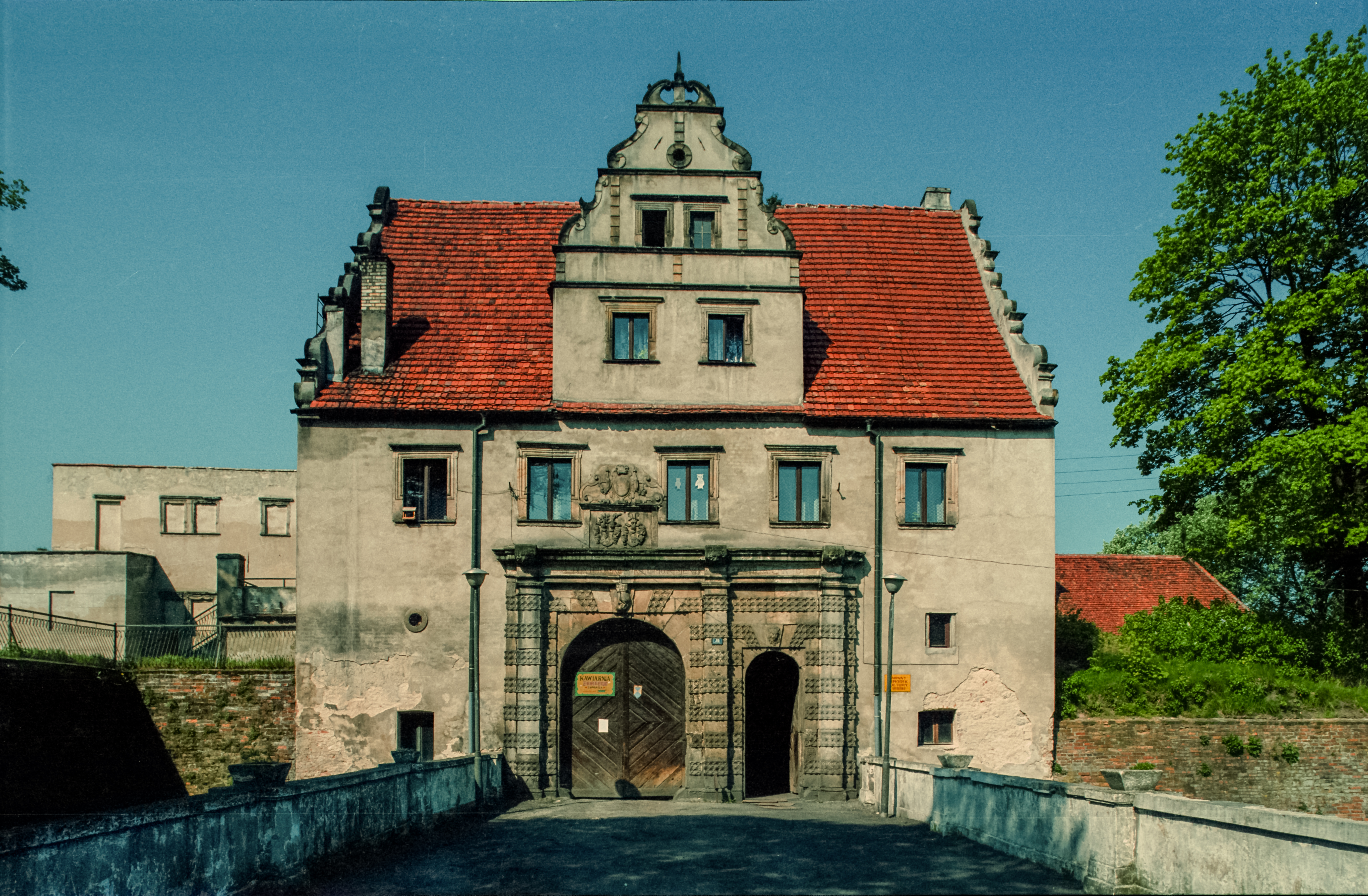
Das erhaltene Torhaus

Die Anlage liegt auf einem Steilufer oberhalb der Oder. Sie entstand an der Stelle eines Jagdhauses aus dem 14. Jahrhundert. Franz von Rechenberg ersetzte den bisherigen Holzbau im 16. Jahrhundert durch eine steinerne Burg. Seit 1560 war die Anlage und die zugehörigen Ländereien im Besitz der Familie von Schoenaich. Diese machte Carolath zum Mittelpunkt ihrer freien Standesherrschaft.
Fabian von Schoenaich baute die Burganlage aus. Im Jahr 1597 wurde die Burg durch einen Blitz stark beschädigt. Georg von Schoenaich ließ die Anlage neu erbauen. Das Torhaus von 1611 wurde zweigeschossig ausgeführt. Eine Kapelle stammt aus dem Jahr 1618. Es wurde ein großer Schlosshof angelegt. Um einen zweiten Hof gruppierten sich im 19. Jahrhundert eine Reitbahn, eine Brauerei, das Gerichtskommissionsgebäude, das Theater und der Marstall.
Der eigentliche Schlossbau entstand zwischen 1597 und 1618 in zwei Bauabschnitten. Dieser ältere Teil des Schlosses erstreckt sich von Nord nach Süd und war zweigeschossig. An der Südseite gab es einen vortretenden Saalbau. Der Bau gilt als einer der wichtigsten Schlösser im Stil der Renaissance in Schlesien. Namhafter Vertreter der in 1700 zum Reichsgrafen und seit 1741 gefürsteten von Schönaich als von Carolath-Beuthen aus dem Haus Schönaich war Hans Carl zu Carolath-Beuthen. Aus der Standesherrschaft wurde ein Fürstentum. Das Schloss wurde Residenz des jeweiligen Fürsten. Die Vettern der Familie führten den gräflichen Titel. Nächster Standesherr in direkter erblicher Linie war dann Johann Carl Friedrich zu Carolath-Beuthen, sein Enkel Heinrich zu Carolath-Beuthen erhielt das Prädikats „Durchlaucht.“ Die Weitergabe des Fürstentums samt Schloss Carolath erfolgte in Form der Primogenitur.
Weitere Flügel am Herrenhaus wurden 1769 erbaut. Im Jahr 1866 wurde das Schloss durch den Architekten Carl Lüdecke umgestaltet. 1912 wurde auf dem Schlossplatz ein Mausoleum für Wanda von Schoenaich nach Entwurf Hans Poelzig errichtet. Bauherr war hier sicher Karl 5. Fürst zu Carolath-Beuthen, Freier Standesherr auf Beuthen, in zweiter Ehe mit Katharina Gräfin Reichenbach liiert. Auf Grund erblichen Rechts stand den Carolath-Beuthen ein Sitz im Preußischen Herrenhaus zu. Erbe wurde der Sohn Hans-Karl Erdmann 6. Fürst zu Carolath-Beuthen (1892–1933), seine Frau hieß Irene von Anderten (1897–1948). Der Grundbesitz betrug für die Majoratsherrschaft 11.250 ha, davon waren 9.207 ha Waldbestand. Letzter Carolather Grundbesitzer wurde in Erbfolge Carl-Erdmann 7. Fürst zu Carolath-Beuthen, der auch im Schloss 1930 geboren wurde und später mit seiner zweiten Familie in Hamburg lebte, 2016 in Coburg starb. Seine gesetzliche Vertreterin, da noch im Minorat befindlich, war seine Mutter Irene Fürstin zu Carolath-Beuthen.
Nach dem Brand, der 1945/46 von Rotarmisten ausgelöst wurde, wurden in den 1960er Jahren Enttrümmerungsarbeiten durchgeführt und das Torhaus und die Schlosskapelle wiederhergestellt.